# Castell d'Aizuwakamatsu
El castell d'Aizuwakamatsu (会 津 若 松 城, Aizuwakamatsu jō), també conegut com a castell de Tsuruga (鶴 ヶ 城, Tsuruga jō), és una fortalesa tradicional situada al centre de la ciutat d'Aizuwakamatsu, a la prefectura de Fukushima.

## Història
Va ser construït per Ashina Naomori el 1384 i originalment el va anomenar Castell Kurokawa (黒 川 城, Kurokawa jō). Fins a l'any 1868 va ser el centre administratiu i militar d'Aizu.
Date Masamune, el gran senyor de la guerra que va lluitar contra el clan Ashina durant anys, ho va capturar en 1589, però va ser aviat sotmès per Toyotomi Hideyoshi i va retre en 1590.
En 1592, un nou senyor, Gamo Ujisato, el va redissenyar i li va donar el nom de castell Tsuruga, encara que la gent del poble es referia a ell com castell Aizu o castell Wakamatsu.
Durant el període Edo, va ser seu del dàimio de Han d'Aizu. El fundador va ser Hoshina Masayuki, el fill del shogun Tokugawa Hidetada i el net d'Ieyasu. Ell i els seus descendents van tornar a usar el cognom Matsudaira. Durant el shogunat va ser una important fortalesa dels Tokugawa a la regió de Tōhoku a Honshū.
En 1868 durant la batalla d'Aizu que va ser part de la guerra Boshin, va ser assetjat i, després d'un mes de resistència, va ser rendit per Matsudaira Katamori i en 1874 va ser destruït pel nou govern.
La torre principal del castell, o tenshu, va ser reconstruït el 1965. Actualment alberga un museu i, al capdamunt, un mirador amb vistes de tota la ciutat.